# Шиљх
Шиљх (Chleuh) је назив за берберску етничку групу која живи у Атлас планинама Марока. Говоре Ташелит језиком. Процењује се да Шиљха има око 8.000.000.